# Benson Omala
Benson Omala Ochieng Oluoch (ur. 16 października 2001 w Kisumu) – kenijski piłkarz grający na pozycji napastnika w klubie Gor Mahia.

## Kariera klubowa

### Western Stima FC
Omala przeszedł do Western Stima FC 1 września 2019. Wystąpił tam 4 razy, zdobywając 7 bramek.

### Gor Mahia
Omala przeniósł się do Gor Mahia 1 września 2020. W pierwszym sezonie gry rozegrał dla nich 5 meczów i strzelił 6 goli oraz zdobył Puchar Kenii. W następnym sezonie w 18 starciach zdobył 26 bramek, a w sezonie w 7 meczach 8 razy trafiał do siatki, zdobywając wówczas mistrzostwo Kenii.

### FC Linköping City
Omala został wypożyczony do FC Linköping City 31 marca 2021 do końca sezonu. Rozegrał tam 5 meczów, nie strzelając żadnego gola.

## Kariera reprezentacyjna
| Mecze i gole w reprezentacji | Mecze i gole w reprezentacji | Mecze i gole w reprezentacji | Mecze i gole w reprezentacji | Mecze i gole w reprezentacji | Mecze i gole w reprezentacji | Mecze i gole w reprezentacji | Mecze i gole w reprezentacji         |
| Kenia U-20                   | Kenia U-20                   | Kenia U-20                   | Kenia U-20                   | Kenia U-20                   | Kenia U-20                   | Kenia U-20                   | Kenia U-20                           |
| Lp.                          | Data                         | Miejsce                      | Gospodarz                    | Gość                         | Wynik                        | Gol                          | Rozgrywki                            |
| ---------------------------- | ---------------------------- | ---------------------------- | ---------------------------- | ---------------------------- | ---------------------------- | ---------------------------- | ------------------------------------ |
| 1.                           | 24.09.2019                   | Njeru                        | Kenia U-20                   | Tanzania U-20                | 2:2                          |                              | Puchar CECAFA U-20 2019              |
| 2.                           | 26.09.2019                   | Njeru                        | Kenia U-20                   | Etiopia U-20                 | 4:0                          | Gol                          | Puchar CECAFA U-20 2019              |
| 3.                           | 29.09.2019                   | Njeru                        | Kenia U-20                   | Burundi U-20                 | 2:1                          | Gol                          | Puchar CECAFA U-20 2019              |
| 4.                           | 02.10.2019                   | Njeru                        | Kenia U-20                   | Erytrea U-20                 | 1:0                          |                              | Puchar CECAFA U-20 2019              |
| 5.                           | 05.10.2019                   | Njeru                        | Kenia U-20                   | Tanzania U-20                | 0:1                          |                              | Puchar CECAFA U-20 2019              |
| 6.                           | 23.11.2020                   | Arusza                       | Etiopia U-20                 | Kenia U-20                   | 0:3                          | Gol                          | Puchar CECAFA U-20 2020              |
| 7.                           | 27.11.2020                   | Arusza                       | Kenia U-20                   | Sudan U-20                   | 2:1                          | Gol                          | Puchar CECAFA U-20 2020              |
| 8.                           | 30.11.2020                   | Karatu                       | Uganda U-20                  | Kenia U-20                   | 3:1                          |                              | Puchar CECAFA U-20 2020              |
| Kenia U-23                   |                              |                              |                              |                              |                              |                              |                                      |
| Lp.                          | Data                         | Miejsce                      | Gospodarz                    | Gość                         | Wynik                        | Gol                          | Rozgrywki                            |
| 1.                           | 21.07.2021                   | Bahyr Dar                    | Sudan Południowy U-23        | Kenia U-23                   | 0:2                          | Gol                          | Puchar CECAFA U-23 2021              |
| 2.                           | 27.07.2021                   | Bahyr Dar                    | Burundi U-23                 | Kenia U-23                   | 0:0 k. 4:2                   |                              | Puchar CECAFA U-23 2021              |
| Kenia                        |                              |                              |                              |                              |                              |                              |                                      |
| Lp.                          | Data                         | Miejsce                      | Gospodarz                    | Gość                         | Wynik                        | Gol                          | Rozgrywki                            |
| 1.                           | 18.06.2023                   | Saint-Pierre                 | Mauritius                    | Kenia                        | 1:0                          |                              | Mecz towarzyski                      |
| 2.                           | 20.11.2023                   | Abidżan                      | Seszele                      | Kenia                        | 0:5                          | Gol                          | Mistrzostwa Świata 2026 – eliminacje |